# Ovšij Jachot
Ovšij Ovšijevič Jachot (rusky Овший Овшиевич Яхот, rodným jménem Jehošua Jachot Иегошуа Яхот, Yehoshua Yakhot, Jehoshua Yakhot, Ovshy Yakhot; 2. března 1919, Ukrajinská SSR – 21. prosince 2003, Tel Aviv, Izrael)) byl sovětský a izraelský historik filozofie, filozof, vysokoškolský pedagog, profesor, odborník na dějiny sovětské filozofie.

## Životopis
Narodil se ve vesnici Jaryšiv (ukrajinsky Яришів, dnes Vinnycká oblast). V roce 1943 absolvoval filozofickou fakultu Moskevské státní univerzity. V roce 1947 dokončil aspiranturu. V roce 1965 obhájil doktorskou práci a v následujícím roce získal profesuru. V roce 1975 přesídlil do země izraelské.

## Publikace
- Подавление философии в СССР (20-30 гг.). — Chalidze Publications, New York, 1981 (переопубликована в журнале Вопросы философии. 1991. № 9. С. 44-68; № 10. С. 72-138; № 11. С. 72-115.). См.: На сайте ИИЕТ РАН; В ж-ле «Скепсис»
YAKHOT, Yehoshua. The Suppression of Philosophy in the USSR (The 1920s and 1930s). Překlad : Frederick S. Choate. Oak Park (Michigan): Mehring Books, 2012. ix, 262 s. (anglicky) Originally published in Russian in 1981.
Recenze knihy: MARULLO, T. Book Reviews: NO ALTERNATIVES TO STALINISM?. The Review of Politics. Summer 2013, roč. 75, čís. 3, s. 470–472. doi:10.1017/S0034670513000430. (anglicky)